# قره‌حسنلی، نخجوان
قره‌حسنلی (به لاتین: Qarahəsənli) نام یک روستا و بخش در جمهوری آذربایجان است که در شهرستان شرور واقع شده‌است. قره‌حسنلی ۷۳۷ نفر جمعیت دارد.